# Winnie Li
Pour les articles homonymes, voir Li.
Wen-qing (Winnie) Li (née le 25 décembre 1948 à Chiayi) est une mathématicienne taïwano-américaine.

## Carrière professionnelle
Winnie Li a effectué ses études de premier cycle à l'université nationale de Taïwan, et elle obtient son diplôme en 1970; à l'Université nationale de Taïwan, elle compte parmi ses condisciples de notables mathématiciennes telles que Fan Chung, Sun-Yung Alice Chang et Jang-Mei Wu. Elle a obtenu son doctorat à l'université de Californie à Berkeley en 1974, sous la supervision d'Andrew Ogg (en), avec une thèse intitulée New Forms and Functional Equations. Avant de rejoindre la faculté de l'université d'État de Pennsylvanie en 1979, elle est professeur assistant « Benjamin Pierce » à l'université Harvard pour trois années et demie, de 1974 à 1977, et elle occupe un poste de professeur assistant à l'université de l'Illinois à Chicago, de 1978 à 1979. Elle a également été la directrice du National Center of Theoretical Sciences de Taïwan, de 2009 à 2014. Elle est devenue professeure émérite de mathématiques à l'université d'État de Pennsylvanie.
Elle est actuellement professeure émérite de mathématiques et titulaire de la chaire « Ho Chin Tui » de professeur à l'université nationale Tsinghua de Taïwan.

## Travaux
Elle est spécialisée en théorie des nombres, avec un projet de recherche portant sur la théorie des formes automorphes et les applications de la théorie des nombres à la théorie des codes et la théorie spectrale des graphes. En particulier, elle a appliqué ses résultats de recherche sur les formes automorphes et la théorie des nombres, afin de construire une communication efficace des réseaux appelés graphes de Ramanujan et complexes de Ramanujan.
De 1992 à 1996 elle est rédactrice en chef des Transactions of the AMS et depuis 2002 des Proceedings of the AMS.

## Publications
- W. C. Winnie Li: Number theory with applications, World Scientific 1996.
- (éd) Recent trends in coding theory and its applications, AMS 2007.

## Prix et distinctions
En 2010, Li est lauréate du prix Chern, qui est décerné tous les trois ans à un remarquable mathématicien chinois En 2012, elle est devenue fellow de l'American Mathematical Society. Elle a été choisie par l'association américaine Association for Women in Mathematics pour donner la conférence Noether en 2015.